# 沢田研二 BEST OF NHK DVD-BOX
『沢田研二 BEST OF NHK DVD-BOX』（さわだけんじ ベスト・オブ・エヌエイチケイ・ディーブイディー・ボックス）は、日本の歌手である沢田研二の映像作品。2020年12月4日にNHKエンタープライズから発売。全5枚組DVD。
全16ページの「沢田研二 NHKテレビ出演年表」が封入されている。

## 収録内容

### Vol.1
1. 君だけに愛を（ワンマンショー 交響曲・沢田研二、1973年10月13日）
2. モナリザの微笑（ワンマンショー 交響曲・沢田研二、1973年10月13日）
3. シーサイド・バウンド（ワンマンショー 交響曲・沢田研二、1973年10月13日）
4. 許されない愛（ワンマンショー 交響曲・沢田研二、1973年10月13日）
5. あなただけでいい（ワンマンショー 交響曲・沢田研二、1973年10月13日）
6. 胸いっぱいの悲しみ（ワンマンショー 交響曲・沢田研二、1973年10月13日）
7. 赤とんぼ（ビッグショー 沢田研二・歌のある限り、1974年8月25日）
8. 歌のある限り（ビッグショー 沢田研二・歌のある限り、1974年8月25日）
9. お前は魔法使い（ビックショー 沢田研二・歌のある限り、1974年8月25日）
10. 魅せられた夜（ビックショー 沢田研二・歌のある限り、1974年8月25日）
11. 恋は邪魔もの（ビックショー 沢田研二・歌のある限り、1974年8月25日）
12. サムライ（レッツゴーヤング、1978年4月9日）
13. 太陽のハイウェイ（ひるのプレゼント「ジュリーの5日間」(4)、1978年5月25日）
14. ボーンルーズ（ひるのプレゼント「ジュリーの5日間」(4)、1978年5月25日）
15. 熱いまなざし（ひるのプレゼント「ジュリーの5日間」(5)、1978年5月26日）
16. 追憶（ひるのプレゼント「ジュリーの5日間」(5)、1978年5月26日）
17. アイ・ビリーブ・イン・ミュージック（ひるのプレゼント「ジュリーの5日間」(5)、1978年5月26日）
18. ダーリング（ザッツ・エンターテイメント夏の歌謡フェスティバル、1978年8月1日）
19. LOVE (抱きしめたい)（レッツゴーヤング、1978年9月24日）
20. 危険なふたり（レッツゴーヤング、1979年2月18日）
21. カサブランカ・ダンディ（レッツゴーヤング、1979年2月18日）
22. 勝手にしやがれ（NHK花のステージ、1979年2月22日）
23. 時の過ぎゆくままに（NHK花のステージ、1979年2月22日）
24. OH! ギャル（お笑いオンステージ、1979年6月24日）

### Vol.2
1. TOKIO（レッツゴーヤング、1980年2月10日）
2. 麗人（レッツゴーヤング、1982年2月28日）
3. 6番目のユ・ウ・ウ・ツ（レッツゴーヤング、1982年10月10日）
4. STOP WEDDING BELL（レッツゴーヤング、1982年10月10日）
5. 背中まで45分（レッツゴーヤング、1983年2月6日）
6. 晴れのちBLUE BOY（レッツゴーヤング、1983年5月29日）
7. きめてやる今夜（レッツゴーヤング、1983年10月16日）
8. 渡り鳥 はぐれ鳥（レッツゴーヤング、1984年6月17日）
9. 愛の嵐 スカンジナビア幻想（ヤングスタジオ101、1986年5月18日）
10. 無宿（ヤングスタジオ101、1986年7月6日）
11. muda（歌謡パレード、1989年6月27日）
12. DAYS（歌謡パレード、1989年9月26日）

### Vol.3
1. DOWN（歌謡パレード、1990年2月13日）
2. 単純な永遠（音楽・夢コレクション、1990年7月6日）
3. 月のギター（歌謡パレード、1990年9月11日）
4. SPLEEN ～六月の風にゆれて〜（夜にありがとう、1991/06/02）
5. そのキスが欲しい（BS流行歌最前線 JA-POPS NOW、1994年4月15日）
6. Child（BS流行歌最前線 JA-POPS NOW、1994年4月15日）
7. Come On!! Come On!!（BS流行歌最前線 JA-POPS NOW、1994年4月15日）
8. 幻の恋（BS流行歌最前線 JA-POPS NOW、1994年4月15日）
9. HELLO（NHK歌謡コンサート、1994/12/13）
10. A・C・B（金曜特集 沢田研二の寒中御見舞～獅子奮迅ワンマンショー、2001年2月2日）
11. 確信（金曜特集 沢田研二の寒中御見舞～獅子奮迅ワンマンショー、2001年2月2日）
12. おまえにチェックイン（金曜特集 沢田研二の寒中御見舞～獅子奮迅ワンマンショー　2001年2月2日）
13. 君をのせて（金曜特集 沢田研二の寒中御見舞～獅子奮迅ワンマンショー、2001年2月2日）
14. ビーバップ・ア・ルーラ（レッツゴーヤング、1978年4月9日）
  - ピンク・レディーと共演
15. 監獄ロック（レッツゴーヤング、1978年4月9日）
  - ピンク・レディー、狩人と共演
16. カナダからの手紙（ビッグショー 沢田研二 花と男と情熱と、1978年7月4日）
  - 森光子と共演
17. UFO（ビッグショー 阿久悠～歌わない男にも歌はある～、1978年8月8日）
  - 岩崎宏美と共演
18. ハウンド・ドッグ（レッツゴーヤング、1980年2月10日）
  - 平尾昌晃、山本とおると共演
19. 上を向いて歩こう（金曜オンステージ2001年6月29日）
  - 五木ひろし、綾戸智絵と共演
20. 東村山音頭 2001（金曜オンステージ、2001年10月19日）
  - 志村けんと共演
21. 婆様と爺様のセレナーデ 2001（金曜オンステージ、2001年10月19日）
  - 志村けんと共演

### Vol.4
1. ROCK'N ROLL MARCH（SONGS 沢田研二part1、2008年9月17日）
2. 我が窮状（SONGS 沢田研二part1、2008年9月17日）
3. 君をのせて（SONGS 沢田研二part1　2008年9月17日）
4. 勝手にしやがれ（SONGS 沢田研二part1、2008年9月17日）
5. 神々たちよ護れ（SONGS 沢田研二part1、2008年9月17日）
6. 時の過ぎゆくままに（SONGS 沢田研二part2、2008年9月24日）
7. 危険なふたり（SONGS 沢田研二part2、2008年9月24日）
8. 海にむけて（SONGS 沢田研二part2、2008年9月24日）
9. 君だけに愛を（SONGS 沢田研二part2、2008年9月24日）
10. Long Good-by（SONGS 沢田研二part2、2008年9月24日）
11. 僕のマリー（SONGS 沢田研二 ザ・タイガースを歌う、2012年1月18日）
12. モナリザの微笑（SONGS 沢田研二 ザ・タイガースを歌う、2012年1月18日）
13. 君だけに愛を（SONGS 沢田研二 ザ・タイガースを歌う、2012年1月18日）
14. 青い鳥（SONGS 沢田研二 ザ・タイガースを歌う、2012年1月18日）
15. 誓いの明日（SONGS 沢田研二 ザ・タイガースを歌う、2012年1月18日）

### Vol.5
1. 許されない愛（第23回NHK紅白歌合戦、1972年12月31日）
2. 危険なふたり（第24回NHK紅白歌合戦、1973年12月31日）
3. 追憶（第25回NHK紅白歌合戦、1974年12月31日）
4. 時の過ぎゆくままに（第26回NHK紅白歌合戦、1975年12月31日）
5. 勝手にしやがれ（第28回NHK紅白歌合戦、1977年12月31日）
6. LOVE (抱きしめたい)（第29回NHK紅白歌合戦、1978年12月31日）
7. カサブランカ・ダンディ（第30回NHK紅白歌合戦、1979年12月31日）
8. TOKIO（第31回NHK紅白歌合戦、1980年12月31日）
9. ス・ト・リ・ッ・パー（第32回NHK紅白歌合戦、1981年12月31日）
10. 6番目のユ・ウ・ウ・ツ（第33回NHK紅白歌合戦、1982年12月31日）
11. 晴れのちBLUE BOY（第34回NHK紅白歌合戦、1983年12月31日）
12. AMAPOLA（第35回NHK紅白歌合戦、1984年12月31日）
13. 灰とダイヤモンド（第36回NHK紅白歌合戦、1985年12月31日）
14. 女神（第37回NHK紅白歌合戦、1986年12月31日）
15. チャンス（第38回NHK紅白歌合戦、1987年12月31日）
16. DOWN（第40回NHK紅白歌合戦、1989年12月31日）
17. 花の首飾り（第40回NHK紅白歌合戦、1989年12月31日）
  - ザ・タイガースとして出場
18. 君だけに愛を（第40回NHK紅白歌合戦、1989年12月31日）
  - ザ・タイガースとして出場
19. HELLO（第45回NHK紅白歌合戦、1994年12月31日）

## スタッフ
- 協力：CO-CóLO Corporation、渡辺音楽出版、ユニバーサルミュージック合同会社
- 写真：横木安良夫、近藤信治（PCC）、長濱治
- アートワークデザイン：内野剛
- ブックレット編集：中島泰司（ユークラフト）
- 印刷：横澤寿雄（ジャパン・スリーブ）
- オーサリング制作進行：細井健一（ソニーPCL）
- DVDオーサリング：小堀洋輔（ソニーPCL）
- サウンドエンジニア：阿部大輔（ソニーPCL）
- エディター：田口久豊（ソニーPCL）
- オーサリング営業：小堀洋介（ソニーPCL）
- DVD制作統括：細沼義彰（NHKエンタープライズ）
- 監修：沢田研二